# Выборы губернатора Камчатского края (2020)
Досрочные выборы губернатора состоялись в Камчатском крае 13 сентября 2020 года в единый день голосования. Выборы считались досрочными по основанию их проведения — в связи с досрочной отставкой 3 апреля 2020 года бывшего губернатора Владимира Илюхина. Но поскольку действующий федеральный закон «Об основных гарантиях избирательных прав и права на участие в референдуме граждан Российской Федерации» разрешает проведение досрочных выборов только во второе воскресенье сентября (единый день голосования), дата проведения плановых и досрочных выборов совпали.
Губернатор избирался сроком на 5 лет. 
На 1 июля 2020 года в крае было зарегистрировано 233 570 избирателей, из которых около 56 % (130 898 избирателей) в Петропавловске-Камчатском.
Избирательная комиссия Камчатского края состоит из 14 членов, была сформирована в июне 2017 года на 5 лет. Председатель избирательной комиссии — Инга Иринина.

## Предшествующие события
В течение 9 лет, с февраля 2011 года по апрель 2020 года должность губернатора занимал Владимир Илюхин. В 2011 году он был наделён полномочиями на 5 лет без выборов, по процедуре утверждения местным парламентом одного кандидата, предложенного президентом России Дмитрием Медведевым. 2 мая 2012 года президент Дмитрий Медведев, президентский срок которого заканчивался, подписал закон, возвращавший 1 июня 2012 года прямые выборы глав регионов.
В мае 2015 года Илюхин пошёл на досрочную отставку ради переизбрания на новый срок. Президент Владимир Путин назначил его временно исполняющим обязанности губернатора до выборов. Выборы 13 сентября 2015 года стали первыми за прошедшие 11 лет после выборов декабря 2004 года. Илюхин был выдвинут «Единой Россией». При низкой явке избирателей 31,86 % он победил в первом туре, получив 75,48 % голосов.
3 апреля 2020 года, за полгода до окончания губернаторского срока, Владимир Илюхин подал заявление об отставке по собственному желанию. В тот же день президент Владимир Путин назначил временно исполняющим обязанности губернатора Владимира Солодова, занимавшего должность председателя правительства Республики Саха (Якутия).

## Выдвижения и регистрации кандидатов
В Камчатском крае кандидаты выдвигаются как политическими партиями, так и путём самовыдвижения. Избран может быть гражданин Российской Федерации достигший возраста 30 лет. У кандидата не должно быть гражданства иностранного государства либо вида на жительство в какой-либо иной стране.
Кандидат, выдвинутый в порядке самовыдвижения, для регистрации обязан собрать в свою поддержку 2 % подписей от числа избирателей, то есть около 9300 подписей. Сбор подписей избирателей возможен после оплаты изготовления подписных листов. Количество подписей может превышать необходимое не более чем на 10 %. Расчёт избирательной комиссии был сделан исходя из данных на 1 января 2020 года: зарегистрировано 237 069 избирателей, соответственно 2 % — 4741 подпись (максимум — 5215 подписей) избирателей. Кроме этого самовыжвиженец должен пройти муниципальный фильтр, как и кандидаты от партий.

### Муниципальный фильтр
В Камчатском крае кандидаты должны собрать подписи 10 % муниципальных депутатов и глав муниципальных образований. Планка в 10% является максимальной в установленном законом промежутке в 5—10%. Среди этих подписей должны быть подписи депутатов районных и городских советов и (или) глав районов и городских округов также в количестве 10 % от их общего числа. При этом подписи нужно получить не менее чем в трёх четвертях районов и городских округов (то есть в 11 из 14 территориях). По расчёту избирательной комиссии каждый кандидат должен был собрать подписи от 58 до 60 депутатов всех уровней и глав муниципальных образований, из которых от 25 до 27 — депутатов райсоветов и советов городских округов и глав районов и городских округов в 11 районах и городских округах.

## Кандидаты
О выдвижении заявили 16 кандидатов: 10 от партий, 6 самовыдвиженцев. К 4 июля завершился период выдвижения кандидатов, документы на регистрацию подали лишь 8 кандидатов: В. В. Солодов (самовыдвижение), В. В. Быков (КПРФ), Максим Близнюков («Партия Роста»),  Александр Остриков («Патриоты России»), Андрей Лиходедов («Гражданская платформа»), Дмитрий Бобровских («Справедливая Россия»), Этибар Тагиев (самовыдвижение), Валерий Калашников (ЛДПР).
Из подавших документы только 6 кандидатов собрали необходимые 58-60 подписей депутатов и глав. Из двух самовыдвиженцев, представивших документы для регистрации, только один собрал необходимое количество подписей избирателей. 
Избирательная комиссия зарегистрировала 5 кандидатов.
|                          | Возраст              | Должность (на момент выдвижения)                                                                     | Субъект выдвижения                                                         | Статус                                                                               | Кандидаты в Совет Федерации |
| ------------------------ | -------------------- | --- | -------------------------------------------------------------------------- | ------------------------------------------------------------------------------------ | --- |
| Максим Близнюков         | 42 года (3.04.1983)  | индивидуальный предприниматель                                                                       | «Партия Роста»                                                             | зарегистрирован                                                                      | Александр Иванов, пенсионер Александр Ушенин, директор ЗАО «Мясокомбинат Елизовский» Игорь Шахлович, начальник объекта ООО «Агентство безопасности „Гранит“»                                                            |
| Дмитрий Бобровских       | 53 года (22.11.1971) | индивидуальный предприниматель                                                                       | «Справедливая Россия»                                                      | зарегистрирован                                                                      | Игорь Бондарь, пенсионер Валерий Мамонов, гендиректор ООО «Вида» Игорь Пляскин, пенсионер |
| Валерий Калашников       | 46 лет (8.03.1979)   | депутат Законодательного собрания Камчатского края                                                   | ЛДПР                                                                       | зарегистрирован                                                                      | Татьяна Милованова, адвокат Петропавловск-Камчатской городской коллегии адвокатов № 1 Александр Россолов, зам. гендиректора по экономике ООО «Электрические сети Ивашки» Ирина Рыкова, директор МБОУ «Основная школа 5» |
| Александр Остриков       | 67 лет (20.12.1957)  | пенсионер                                                                                            | «Патриоты России»                                                          | зарегистрирован                                                                      | Юрий Забелин, гендиректор ООО "Монолит" Марина Колоскова, главный бухгалтер ООО "Монолит" Алексей Медведев, пенсионер                                                                                                   |
| Владимир Солодов         | 42 года (26.07.1982) | временно исполняющий обязанности губернатора                                                         | самовыдвижение                                                             | зарегистрирован                                                                      | Роман Василевский, врио зампредседателя правительства Камчатского края Борис Невзоров, член Совета Федерации Евгений Новоселов, гендиректор АО «Океанрыбфлот»                                                           |
| Быков Валерий Валериевич | 48 лет (30.12.1976)  | депутат Законодательного собрания Камчатского края, гендиректор ООО «Северные Морские Биотехнологии» | КПРФ                                                                       | отказ в регистрации собрано 60 подписей по 11 территориям, но 3 подписи аннулированы | Дмитрий Буранков, глава села Вывенка Сергей Ванюшкин, пенсионер Владимир Смолин, глава Вулканного городского поселения                                                                                                  |
| Андрей Лиходедов         | 37 лет (14.02.1988)  | инженер ООО «Стоматолог»                                                                             | «Гражданская платформа»                                                    | отказ в регистрации собрано недостаточно подписей                                    | Алексей Марченко, доцент КамчатГТУ Сергей Съедин, рентгенолаборант ООО "Стоматолог" Сергей Труднев, доцент КамчатГТУ |
| Этибар Тагиев            | 52 года (10.01.1973) | пенсионер                                                                                            | самовыдвижение                                                             | отказ в регистрации собрано недостаточно подписей                                    | |
| Одилжон Азизов           | 48 лет (18.06.1977)  | индивидуальный предприниматель                                                                       | «Российский общенародный союз»                                             | отказ в регистрации документы не предоставлены                                       | |
| Виктория Бондаренко      | 36 лет (15.01.1989)  | директор МКУ «Городской архив»                                                                       | «Партия прогресса» ранее «Партия социальных сетей» и «Гражданская позиция» | отказ в регистрации документы не предоставлены                                       | |
| Бушелев Вячеслав         | 60 лет (4.08.1964)   | старший референт Управление делами администрации Петропавловск-Камчатского городского округа         | «Демократическая партия России»                                            | отказ в регистрации документы не предоставлены                                       | |
| Александр Каменюк        | 46 лет (03.06.1979)  | военный пенсионер, бывший руководитель Петропавловск-Камчатского отделения «Справедливой России»     | самовыдвижение                                                             | снял кандидатуру                                                                     | |
| Алексей Кохан            | 59 лет (7.09.1965)   | пенсионер                                                                                            | самовыдвижение                                                             | снял кандидатуру                                                                     | |
| Алексей Николаев         | 46 лет (10.07.1979)  | домохозяин                                                                                           | самовыдвижение                                                             | отказ в регистрации документы не предоставлены                                       | |
| Дмитрий Омельченко       | 53 года (13.11.1971) | директор киноконцертного досугового центра «Гейзер» в Елизово                                        | «За справедливость!»                                                       | отказ в регистрации документы не предоставлены                                       | |
| Анатолий Цыпков          | 40 лет (23.11.1984)  | начальник гидрологической партии экспедиционного гидрографического отряда                            | самовыдвижение                                                             | отказ в регистрации документы не предоставлены                                       | |

## Процесс голосования
С 23 августа началось досрочное голосование в отдаленных и труднодоступных местностях, а также на судах, находящихся в плавании. Там было образовано 134 избирательных участка.
Впервые голосование длилось три дня — 11, 12 и 13 сентября с 8:00 до 20:00. Голосование 11 и 12 сентября проходило как досрочное. Было открыто 188 (189) избирательных участков. Многие участки открыты в школах, поэтому уроки в этих школах в пятницу 11 сентября были отменены.

## Результаты
15 сентября Избирательная комиссия Камчатского края подвела окончательные результаты выборов. Губернатором избран Владимир Солодов.
| Место                                    | Место                                    | Кандидат                                 | Партия                                   | Голосов | %       |
| ---------------------------------------- | ---------------------------------------- | ---------------------------------------- | ---------------------------------------- | ------- | ------- |
|                                          | 1.                                       | Владимир Солодов                         | Самовыдвижение                           | 67 900  | 80,51 % |
|                                          | 2.                                       | Валерий Калашников                       | ЛДПР                                     | 5650    | 6,70 %  |
|                                          | 3.                                       | Дмитрий Бобровских                       | Справедливая Россия                      | 4922    | 5,84 %  |
|                                          | 4.                                       | Максим Близнюков                         | Партия Роста                             | 2163    | 2,56 %  |
|                                          | 5.                                       | Александр Остриков                       | Патриоты России                          | 1849    | 2,19 %  |
|                                          |                                          |                                          |                                          |         |         |
| Действительных бюллетеней                | Действительных бюллетеней                | Действительных бюллетеней                | Действительных бюллетеней                | 82 484  | 97,80 % |
| Недействительных бюллетеней              | Недействительных бюллетеней              | Недействительных бюллетеней              | Недействительных бюллетеней              | 1856    | 2,20 %  |
| Всего                                    | Всего                                    | Всего                                    | Всего                                    | 84 340  | 100 %   |
|                                          |                                          |                                          |                                          |         |         |
| Число бюллетеней, выданных досрочно      | Число бюллетеней, выданных досрочно      | Число бюллетеней, выданных досрочно      | Число бюллетеней, выданных досрочно      | 55 143  | 65,36 % |
| Число бюллетеней, выданных на участке    | Число бюллетеней, выданных на участке    | Число бюллетеней, выданных на участке    | Число бюллетеней, выданных на участке    | 27 732  | 32,87 % |
| Число бюллетеней, выданных вне помещения | Число бюллетеней, выданных вне помещения | Число бюллетеней, выданных вне помещения | Число бюллетеней, выданных вне помещения | 1488    | 1,76 %  |
|                                          |                                          |                                          |                                          |         |         |
| Явка                                     | Явка                                     | Явка                                     | Явка                                     | 84 363  | 37,15 % |
| Число избирателей                        | Число избирателей                        | Число избирателей                        | Число избирателей                        | 227 114 | 100 %   |